# 白果内酯
白果内酯（英語：Bilobalide）是一种存在于银杏中的具有生物活性的萜烯三内酯。

## 化学
白果内酯是银杏中发现的类萜化合物的主要成分。它也少量存在于根部。它是一种倍半萜类化合物，即它具有15个碳骨架。其从法尼基焦磷酸的确切合成途径仍然未知。

## 生物合成
白果内酯和银杏内酯具有相似的生物合成途径。白果内酯由部分降解的银杏内酯形成。白果内酯衍生自香叶基香叶基焦磷酸（GGPP），其通过将法尼基焦磷酸（FPP）添加到异戊烯基焦磷酸（IPP）单元以形成C15倍半萜而形成。这种形成通过甲羟戊酸途径（MVA）和甲基赤藓糖醇磷酸MEP途径。为了生成白果内酯，必须首先形成C20银杏内酯13。为了从GGPP转变为枞烯基阳离子5，需要一个双功能酶枞二烯合酶E1。但由于银杏内酯重排、开环、内酯环形成等结构复杂，故改用二萜8进行说明。左旋海松二烯6和枞三烯7是银杏内酯和白果内酯形成的前体。不寻常的叔丁基取代基是由9中的A环裂解形成的。然后，通过银杏内酯12的降解，在失去碳的情况下形成双叶内酯13，而内酯则由残留的羧基和醇官能团形成。白果内酯的最终产物包含倍半萜和三个内酯单元。

## 药理
白果内酯对产生银杏叶提取物的几种作用很重要，它具有神经保护作用，以及诱导肝酶CYP3A1和1A2，这可能是银杏与其他草药或药物相互作用的部分原因。最近发现白果内酯是GABAA和GABAA-ρ受体的负向变构调节剂。在GABAA中，它可能对主要与认知和记忆功能有关的亚基具有选择性，例如α1。